# ハンバーグ (競走馬)
ハンバーグ（Hamburg、1895年 - 1915年）は、アメリカ合衆国のサラブレッドの競走馬、種牡馬。19世紀末に21戦16勝の戦績を挙げ、後年1898年の年度代表馬に選出された。1986年アメリカ競馬殿堂入り。

## 経歴

### 出自
ケンタッキー州の生産者、J・エンライト大佐が持つエルメンドルフ農場で生まれたサラブレッドの牡馬である。鹿毛の馬体に幅広の流星を持ち、また後肢2本ともに白徴があったという。1897年、ハンバーグは2歳時にオーナーブリーダーのジョン・エドワード・マッデンによって1,200ドルで購入された。マッデンはハンバーグを自ら調教していたが、本人曰く今までで最も調教の難しい牡馬だったという。しかし、一度調教が思うようになると、ハンバーグはきびきびと運動し、飼葉をモリモリ平らげていった。

### 競走馬時代
2歳時のハンバーグは16戦して12勝を挙げ、マッデンに38,595ドルの賞金をもたらした。特にダブルイベントステークスを129ポンド、またフラッシュステークスとオータムステークスでも129ポンドを積まれながら優勝した。さらにエレクトリックハンデキャップで132ポンド、コングレスホールハンデキャップで134ポンド、グレートイースタンハンデキャップでは135ポンドを課せられながらも優勝している。これらの斤量は2歳馬の課せられたものとしては非常に高いものであり、アメリカ競馬名誉の殿堂博物館の解説には、ハンバーグを「若駒として今までにない斤量を経験した馬」と紹介している。また、2歳馬ながら古馬と対戦した経験もあり、9月に行われたフライトステークスでは4歳馬リクイタル相手に2馬身差で敗れたものの、3着馬には10馬身もの差をつけていた。『ニューヨーク・ジャーナル』の記者フランシス・トレヴェリヤンの記事によれば、当時の最強馬ドミノの馬主であるジェームズ・ロバート・キーンをして「ハンバーグのほうがドミノの2歳時より優れている」と語らしめたという。
1897年12月、マッデンは銅産業の大御所マーカス・ダリーにハンバーグを購入したいと打診された。当初は50,000ドルを提示していたが、最終的に40,001ドルで売却した。それまでハンバーグはマッデン自身が調教していたが、マーカス・ダリーはハンバーグをビリー・レイクランドの厩舎に引き渡している。ダリーは、モンタナ州ハミルトンに自身の牧場であるのビタールートストック牧場を持っていたが、ハンバーグは東部にあるレイクランドの厩舎に引き続き預けていた。一方のマッデンは、売却した利益を基にレキシントンに自らの牧場を建て、同馬を記念して「ハンバーグプレイス」と名付けている。
3歳時の初戦は5月26日のベルモントステークスで、まだ調教が足らずぶくぶくに太っていたハンバーグは勝ち馬ボウリングブルックから16馬身差離された3着に敗れた。当時、この敗因には不良馬場であったことやスタミナ不足などが考えられた。
しかし以降のハンバーグはマッデン所有時と同様に強く、ダリーに多くの勝ち星をもたらした。翌戦のスプリングスペシャルステークスでは8馬身差の勝利、続くスウィフトステークスでは6馬身差で勝利した。これらの競走で手綱を担当した騎手トッド・スローンは、ハンバーグについて「私が今まで乗ってきた中で唯一の偉大な馬だった」と語った。その次のローレンスリアライゼーションステークスではケンタッキーダービー優勝馬のプローディトが対戦相手になったが、ハンバーグは終始先頭を譲らないまま2馬身差で同馬を打ち負かした。
最後の競走となったブライトンカップでは、オグデンやハワードマンといった有力馬を相手にしたが、それらを完全に置き去りにした独走劇を繰り広げて優勝した。

### 種牡馬入り後
マーカス・ダリーが1900年に没したのち、ハンバーグを含むその所有場も売りに出され、特にハンバーグは最高価格の60,000ドルでウィリアム・コリンズ・ホイットニーに購入された。ホイットニーが1904年に亡くなると、再びハンバーグは競売にかけられ、ホイットニーの息子であるハリー・ペイン・ホイットニーによって70,000ドルで購入され、1915年9月10日に没するまでニュージャージー州のブルックデール牧場に繋養された。
ハンバーグは種牡馬としても成功し、殿堂馬アートフルなどを含むを含むステークス競走勝ち馬27頭の父となり、1905年にはアメリカリーディングサイアーを座に輝いている。その他、牝馬として初のケンタッキーダービー優勝馬となったリグレットの母父でもある。以下は主な産駒。
- アートフル Artful - 1902年生、牝馬。フューチュリティステークスなど。アメリカ殿堂馬。
- ボロウ Borrow - 1908年生、騸馬。ミドルパークプレートなど。英米で競走。
- バーゴマスター Burgomaster - 1903年生、牡馬。ベルモントステークスなど。
- バスキン Buskin - 1910年生、騸馬。プリークネスステークスなど。
- ダンデライオン Dandelion - 1902年生、牡馬。トラヴァーズステークスなど。
- フリゼット Frizette - 1905年生、牝馬。ローズデイルステークスなど。フリゼット牝系の祖。
- ハンバーグベル Hamburg Belle - 1901年生、牝馬。フューチュリティステークスなど。
- プリンスユージン Prince Eugene - 1910年生、騸馬。ベルモントステークス。
- ロージーオグレイディ Rosie O'Grady - 1915年生、牝馬。ファッションステークスなど。

後年の1986年、アメリカ競馬名誉の殿堂博物館はハンバーグの功績を称え、同馬の殿堂入りを発表した。

## 競走成績表
- 競走名の略記はSはステークス、Hはハンデキャップを意味する。
- 競走の格付けや馬場、距離や条件などは開催当時のもの。当時はグレード制未導入。
- 距離・条件の略記はDはダート、fはハロンを意味する。1ハロンは約201メートル・1/8マイル。
- 斤量の単位はポンド。1ポンドは約0.453キログラム。
- 着差は優勝時は2着馬との差、それ以外は1着馬との差。
- 以下の競走成績はDRF.comの情報に基づく[5]。

| 出走日     | 競馬場             | 競走名                         | 距離  | 斤量 | 着順 | 騎手     | 時計 （1着） | 着差     | 1着（2着）馬      |
| ---------- | ------------------ | ------------------------------ | ----- | ---- | ---- | -------- | ------------ | -------- | ----------------- |
| 1897.06.09 | グレーヴセンド     | アローワンス                   | D5f   | 104  | 1着  | Wilhite  | 1:03.25      | 1馬身    | （Previous）      |
| 1897.06.15 | グレーヴセンド     | アローワンス                   | D5f   | 122  | 1着  | Wilhite  | 1:02.25      | 2馬身    | （Previous）      |
| 1897.06.22 | シープスヘッドベイ | ダブルイベントS (1)            | D5.5f | 122  | 3着  | Wilhite  | （1:09.00）  | 3馬身1/2 | Bowling Brook     |
| 1897.07.05 | シープスヘッドベイ | グレートトライアルS            | D6f   | 122  | 1着  | Wilhite  | 1:12.00      | 4馬身    | （Previous）      |
| 1897.07.10 | シープスヘッドベイ | ダブルイベントS (2)            | D6f   | 129  | 1着  | Wilhite  | 1:11.00      | 2馬身    | （Uriel）         |
| 1897.07.28 | サラトガ           | フラッシュS                    | D4f   | 129  | 1着  | Wilhite  | 0:50.00      | 1馬身1/2 | （Handball）      |
| 1897.08.04 | サラトガ           | コングレスホールH              | D5f   | 134  | 1着  | Wilhite  | 1:01.50      | 1馬身    | （Archduke）      |
| 1897.08.07 | サラトガ           | グランドユニオンホテルS        | D6f   | 129  | 2着  | Wilhite  | （1:15.00）  | アタマ差 | Archduke          |
| 1897.08.17 | ブライトンビーチ   | ライジングジェネレーションS    | D6f   | 127  | 1着  | Simms    | 1:15.00      | 3馬身    | （Central Trust） |
| 1897.08.21 | ブライトンビーチ   | エレクトリックH                | D6f   | 132  | 1着  | Simms    | 1:14.25      | 1馬身1/2 | （Handball）      |
| 1897.09.01 | シープスヘッドベイ | フライトS                      | D7f   | 105  | 2着  | Simms    | （1:26.00）  | 2馬身    | （Requital）      |
| 1897.09.04 | シープスヘッドベイ | フラットブッシュS              | D7f   | 120  | 2着  | F. Taral | （1:28.00）  | アタマ差 | Previous          |
| 1897.09.06 | シープスヘッドベイ | オータムS                      | D6f   | 129  | 1着  | F. Taral | 1:11.00      | 2馬身1/2 | （Archduke）      |
| 1897.09.11 | シープスヘッドベイ | グレートイースタンH            | D6f   | 135  | 1着  | F. Taral | 1:10.00      | 1馬身1/2 | （Kitefoot）      |
| 1897.09.14 | グレーヴセンド     | プロスペクトS                  | D6f   | 127  | 1着  | F. Taral | 1:15.00      | 2馬身    | （Handball）      |
| 1897.09.16 | グレーヴセンド     | エクセルシオールS              | D6f   | 115  | 1着  | F. Taral | 1:15.00      | 2着      | （Handball）      |
| 1898.05.26 | モリスパーク       | ベルモントS                    | D11f  | 122  | 3着  | F. Taral | 2:32.00      | 16馬身   | Bowling Brook     |
| 1898.06.08 | グレーヴセンド     | スプリングスペシャルステークス | D8.5f | 105  | 1着  | T. Sloan | 1:49.00      | 8馬身    | （Sly Fox）       |
| 1898.06.23 | シープスヘッドベイ | スウィフトS                    | D7f   | 126  | 1着  | F. Taral | 1:27.00      | 8馬身    | （Loiterer）      |
| 1898.07.04 | シープスヘッドベイ | ローレンスリアライゼーションS  | D13f  | 122  | 1着  | T. Sloan | 2:51.00      | 2馬身    | （Plaudit）       |
| 1898.07.30 | ブライトンビーチ   | ブライトンカップ               | D18f  | 112  | 1着  | T. Sloan | 4:02.75      | 100馬身  | （Ogden）         |

## 血統表
| ハンバーグの血統       | ハンバーグの血統                             | ハンバーグの血統                             | （血統表の出典）                             | （血統表の出典） |
| 父系                   | ヘロド系                                     | ヘロド系                                     | ヘロド系                                     | [ § 2 ]          |
| 父 Hanover 栗毛 1884   | 父の父Hindoo 鹿毛 1878                       | Virgil                                       | Vandal                                       | Vandal           |
| 父 Hanover 栗毛 1884   | 父の父Hindoo 鹿毛 1878                       | Virgil                                       | Hymenia                                      |                  |
| 父 Hanover 栗毛 1884   | 父の父Hindoo 鹿毛 1878                       | Florence                                     | Lexington                                    | Lexington        |
| 父 Hanover 栗毛 1884   | 父の父Hindoo 鹿毛 1878                       | Florence                                     | Weatherwitch                                 |                  |
| 父 Hanover 栗毛 1884   | 父の母Bourbon Belle 鹿毛 1869                | Bonnie Scotland                              | Iago                                         | Iago             |
| 父 Hanover 栗毛 1884   | 父の母Bourbon Belle 鹿毛 1869                | Bonnie Scotland                              | Queen Mary                                   |                  |
| 父 Hanover 栗毛 1884   | 父の母Bourbon Belle 鹿毛 1869                | Ella D.                                      | Vandal                                       | Vandal           |
| 父 Hanover 栗毛 1884   | 父の母Bourbon Belle 鹿毛 1869                | Ella D.                                      | Falcon                                       |                  |
| 母 Lady Reel 鹿毛 1886 | 母の父Fellowcraft 栗毛 1870                  | Australian                                   | West Australian                              | West Australian  |
| 母 Lady Reel 鹿毛 1886 | 母の父Fellowcraft 栗毛 1870                  | Australian                                   | Emilia                                       |                  |
| 母 Lady Reel 鹿毛 1886 | 母の父Fellowcraft 栗毛 1870                  | Aerolite                                     | Lexington                                    | Lexington        |
| 母 Lady Reel 鹿毛 1886 | 母の父Fellowcraft 栗毛 1870                  | Aerolite                                     | Florine                                      |                  |
| 母 Lady Reel 鹿毛 1886 | 母の母Mannie Gray 青毛 1874                  | Enquirer                                     | Leamington                                   | Leamington       |
| 母 Lady Reel 鹿毛 1886 | 母の母Mannie Gray 青毛 1874                  | Enquirer                                     | Lida                                         |                  |
| 母 Lady Reel 鹿毛 1886 | 母の母Mannie Gray 青毛 1874                  | Lizzie G.                                    | War Dance                                    | War Dance        |
| 母 Lady Reel 鹿毛 1886 | 母の母Mannie Gray 青毛 1874                  | Lizzie G.                                    | Lecompte Mare                                |                  |
| 母系(F-No.)            | (FN:23-b)                                    | (FN:23-b)                                    | (FN:23-b)                                    | [ § 3 ]          |
| 5代内の近親交配        | Vandal 4x4, Lexington 4x4x5x5, Glencoe 5x5x5 | Vandal 4x4, Lexington 4x4x5x5, Glencoe 5x5x5 | Vandal 4x4, Lexington 4x4x5x5, Glencoe 5x5x5 | [ § 4 ]          |
| 出典                   | 1. 2. 3. 4.                                  | 1. 2. 3. 4.                                  | 1. 2. 3. 4.                                  | 1. 2. 3. 4.      |

ハンバーグの母レディーリールはジェームズ・E・キットソンより購買した馬で、その牝系は1830年代にイギリスよりカナダに輸出された繁殖牝馬ギャロッペードの子孫に遡るものであり、またドミノの半姉にあたる馬であった。レディーリール自身もビーコンステークスでステークス競走に勝利した経験のある馬であった。エンライトは同馬を1894年に購入、この時点でハノーヴァーの子を身籠っている状態であった。